# Circulație (fiziologie)
Inima îndeplinește funcția de propulsie sistemică a sângelui. Activitatea de pompă a inimii se datorează proprietăților miocardului care intră în alcătuirea sa:
-Exitabilitatea= proprietatea miocardului de a răspunde la stimuli.
-Automatismul= proprietatea miocardului de a se contracta ritmic datorită impulsurilor generate în interiorul său de către celule miocardice modificate, dispuse grupat, care formează țesutul nadal sau excitoconducător.
-Conductibilitatea= proprietatea miocardului de a conduce unda de contracție de unde este generată în tot miocardul.
În timpul sistolei artriale, miocardul artrial se contractă, presiunea sângelui din interiorul artriilor crește, deoarece sângele este incompesibil și determină deschiderea orificiilor artrio-ventriculare, iar sângele curge în ventricule, de la presiune mare la presiune mică, până când ventriculele, aflate în diastolă, se umplu de sânge. Se închid valvele dintre artrii și ventricule și începe sistola ventriculară, care va determina deschiderea valvelor semilunare, de la nivelul arterelor mari, respectiv pătrunderea sângelui în artere. În timpul sistolei ventriculare, artriile se află în diastola și se umplu cu sânge adus de vene.